# My Chemical Romance
My Chemical Romance (або MCR) — американський рок-гурт з Нью-Джерсі, що був активний з 2001 до 2013 та відновив свою діяльність 31 жовтня 2019 року. Найбільш популярний склад гурту був таким: вокаліст Джерард Вей, гітаристи Рей Торо та Френк Аїро, басист Майкі Вей та барабанщик Боб Браяр. Гурт був заснований Джерардом, Майкі, Торо та Меттом Пелісьєром, а пізніше до них приєднався Френк Аїро. Вони підписали контракт з Eyeball Records, та у 2002 відбувся реліз першого альбому I Brought You My Bullets, You Brought Me Your Love. Наступного року гурт підписав контракт із Reprise Records, та Three Cheers for Sweet Revenge у 2004 році став їхнім дебютом на великому лейблі. Незадовго після релізу альбому, Пелісьєр покинув гурт, і новим барабанщиком став Браяр. Альбом був комерційно успішним і рік потому отримав платиновий статус.
Реліз 2006 року затьмарив попередній успіх: концептуальний альбом The Black Parade отримав схвальні огляди музичних критиків і двічі став платиновим у США та Великої Британії. У березні 2010 Браяр залишив гурт, а в листопаді того ж року MCR випустили свій четвертий студійний альбом Danger Days: The True Lives of the Fabulous Killjoys, який виявився прогресивним у музичному плані та який зустріли як позитивними, так і негативними відгуками. У 2012 сесійний музикант Джеймс Дьюїс, що грав на клавішних під час концертів, увійшов до складу гурту, коли планувалося розпочати запис п'ятого альбому, який, однак, так і не побачив світ. У період півроку до анонсування розпаду гурту раз на місяць випускалися платівки по дві пісні зі збірки Conventional Weapons, що була записана у 2009. 22 березня 2013 на офіційному сайті гурту було оголошено про його розпад.
Реліз збірки найкращих пісень May Death Never Stop You відбувся у березні 2014. На честь десятиліття The Black Parade у вересні 2016 відбувся ре-реліз альбому під назвою The Black Parade/Living with Ghosts.

## Історія

### Рання кар'єра (2001—2002)
У 2001, незадовго після Терористичного акту 11 вересня, фронтмен Джерард Вей та барабанщик Метт Пелісьєр заснували гурт. Вей на власні очі побачив падіння хмарочосів ВТЦ, і це змінило його світогляд, тому він вирішив розпочати музичний гурт. Під впливом трагедії він написав пісню «Skylines and Turnstiles», а вже за короткий період часу до гурту приєднався гітарист Рей Торо, адже Вей не міг співати й грати одночасно. Назву для гурту запропонував бас-гітарист Майкі Вей, молодший брат Джерарда, який працював у Barnes & Noble, коли його увагу привернула книжка Ірвіна Велша Ecstasy: Three Tales of Chemical Romance. Вперше гурт записувався у Пелісьєра на горищі, й тоді були записані такі пісні, як «Our Lady of Sorrows» і «Cubicles» — гурт називає ці записи The Attic Demos. Після того, як Майкі Вей почув ці демо та кинув навчання у коледжі, він вирішив приєднатися до гурту.
Підписавши контракт з Eyeball Records, вони познайомилися із Френком Аїро, вокалістом та гітаристом Pencey Prep. Після розпаду Pencey Prep у 2002 Аїро ввійшов до складу My Chemical Romance за кілька днів до початку запису дебютного альбому в студії. Реліз I Brought You My Bullets, You Brought Me Your Love відбувся 23 липня 2002 року на Eyeball Records. Продюсером альбому був Джофф Ріклі, фронтмен Thursday, який став другом гурту після того, як вони кілька разів грали спільні концерти в Нью-Джерсі. Аїро зіграв гітару для двох треків у альбомі, одним з яких був «Early Sunsets Over Monroeville». MCR почали грати концерти та отримували все більше уваги. Початкова фан-база створилася завдяки тому, що альбом гурту можна було безкоштовно завантажити із сайтів PureVolume та MySpace.

### Підписання контракту з Reprise таThree Cheers For Sweet Revenge(2003—2006)
У 2003 гурт підписав контракт із Reprise Records. Після туру з Avenged Sevenfold MCR почали записувати свій другий студійний альбом Three Cheers for Sweet Revenge, реліз якого відбувся у 2004 і який став платиновим більше ніж за рік після цього. Гурт випустив чотири сингли до альбому: «I'm Not Okay (I Promise)», «Thank You for the Venom», «Helena» та «The Ghost of You». Після повернення з туру в Японії у липні 2004 барабанщика Метта Пелісьєра замінив Боб Браяр.
На початку 2005 гурт взяв участь у турі Taste Of Chaos, а також грав на розігріві для Green Day під час їхнього туру з альбомом American Idiot. Пізніше вони були хедлайнерами Warped Tour 2005 разом із Fall Out Boy, також були в американському турі разом з Alkaline Trio та Reggie and the Full Effect. Того ж року My Chem співпрацювали із The Used у записі каверу на пісню «Under Pressure» Девіда Боуї та Queen. Реліз каверу як благодійного синглу відбувся через iTunes.
У березні 2006 відбувся реліз Life on the Murder Scene, що містив у собі CD і два DVD, на одному з яких був документальний фільм про історію гурту, а на другому — кліпи та їх зйомки, відео-записи виступів. Також у червні 2006 відбувся реліз неофіційного DVD Things That Make You Go MMM!, який містив інтерв'ю гурту із тими, хто знав їх ще до зростання їхньої популярності. До того ж вийшла біографія Something Incredible This Way Comes, написана Полом Стеннінгом, в якій є інформація про гурт з самого початку його існування і до їхнього третього альбому, The Black Parade.

### The Black Parade(2006—2009)
My Chemical Romance почали записувати свій третій альбом 10 квітня 2006 з продюсером Робом Кавалло, що також працював над багатьма альбомами Green Day. Він мав називатися The Rise and Fall of My Chemical Romance (як посилання до альбому Девіда Боуї The Rise and Fall of Ziggy Stardust and the Spiders from Mars), проте в інтерв'ю для журналу Kerrang! Джерард Вей сказав: «Це ніколи не було реальною назвою альбому, це більше було як пародія, жарт».
3 серпня 2006 гурт завершив роботу над зйомками кліпів до перших двох синглів з альбому: «Welcome to the Black Parade» та «Famous Last Words». Реліз відео до FLW відбувся тільки у січні 2007, а його режисером був Сем Баєр, який також знімав «Smells Like Teen Spirit» гурту Nirvana та кліпи Green Day до альбому American Idiot. Під час зйомок Джерард Вей та Боб Браяр отримали поранення. Вей потягнув м'язи гомілки та стопи; Браяр отримав опік ноги, що призвело до виникнення стафілококової інфекції, через що Браяр залишався в лікарні досить довгий час. Отже, гуртові довелося скасувати кілька концертів. Хоча у новинах повідомляли, що поранення були отримані в автомобільній аварії, на офіційному сайті гурту та на їхній сторінці MySpace було стверджено, що це сталося під час зйомок відео.

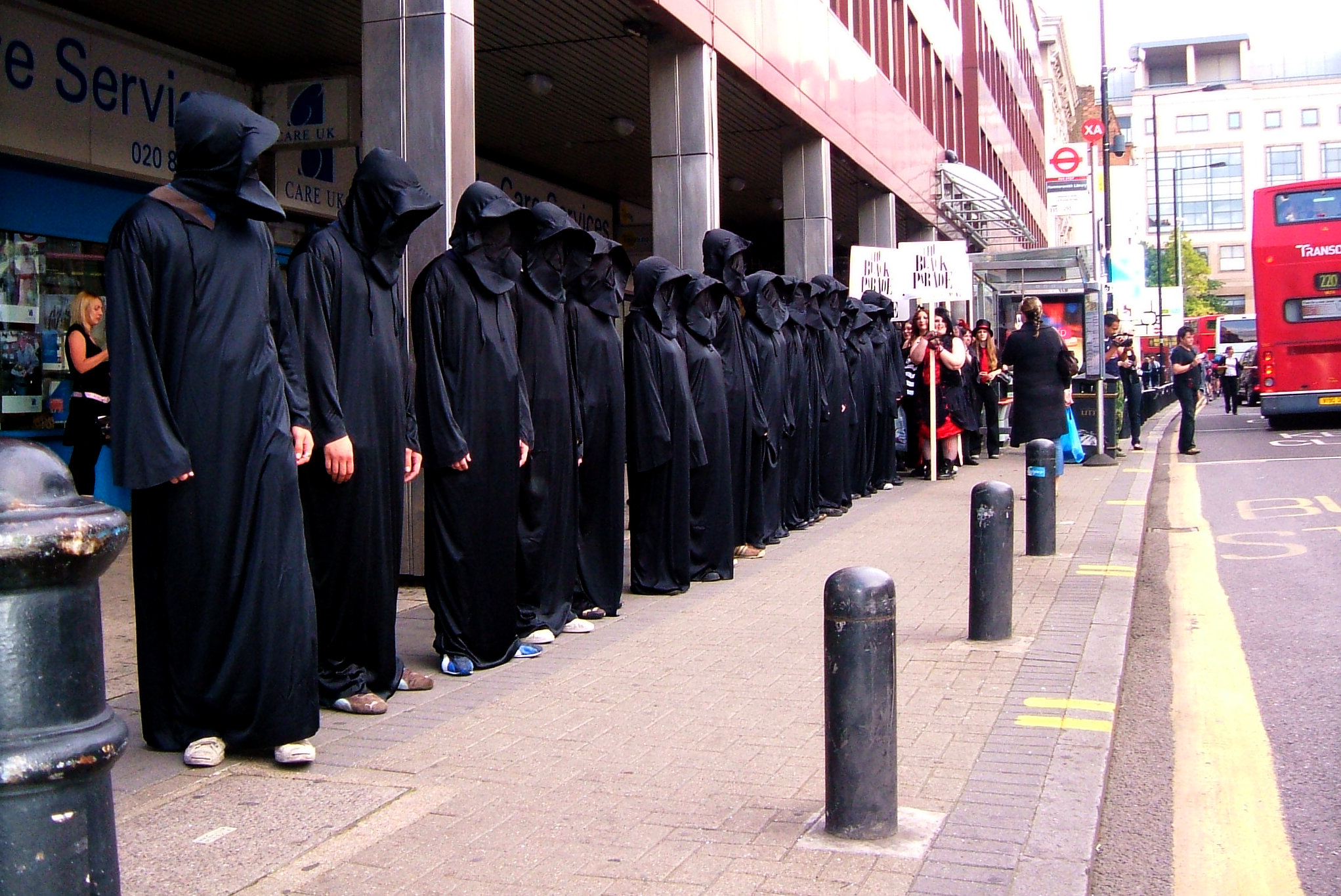
Оголошення The Black Parade в Лондоні біля Hammersmith Palais.

22 серпня 2006 гурт зіграв особливий концерт у Hammersmith Palais в Лондоні. Квитки на цей концерт розпродалися за 15 хвилин, тож, очевидно, їх перепродавали на eBay за дорожчу ціну. Назва альбому була оголошена, і 20 людей в чорних капюшонах маршували біля Hammersmith разом із натовпом фанів та членами стріт-тім, які тримали в руках плакати з написом «The Black Parade». Пізніше під час самого концерту були затверджені назва альбому та дата релізу — 23 жовтня. Перед виходом гурту на сцену оголосили, що My Chemical Romance не зможуть грати, а замість них виступатимуть The Black Parade. Натовпу спочатку це не сподобалося, але потім всі усвідомили, що насправді гурт виступав під псевдонімом, аби слідувати концепту альбому. З того часу вони часто грали під назвою The Black Parade і на концертах були вдягнені у відповідні костюми, як і в музичних відео. Джерард Вей поводився на сцені відповідно до образу лідера гурту The Black Parade.
Реліз синглу «Welcome to the Black Parade» відбувся 11 вересня 2006, а кліп до нього вийшов 26 вересня у Великій Британії та 27 вересня в США. І це був перший сингл в історії гурту, який посів перше місце в UK Singles Chart у жовтні 2006. The Black Parade вийшов 23 жовтня 2006 у Великій Британії та 24 жовтня в США та був сприйнятий позитивно.

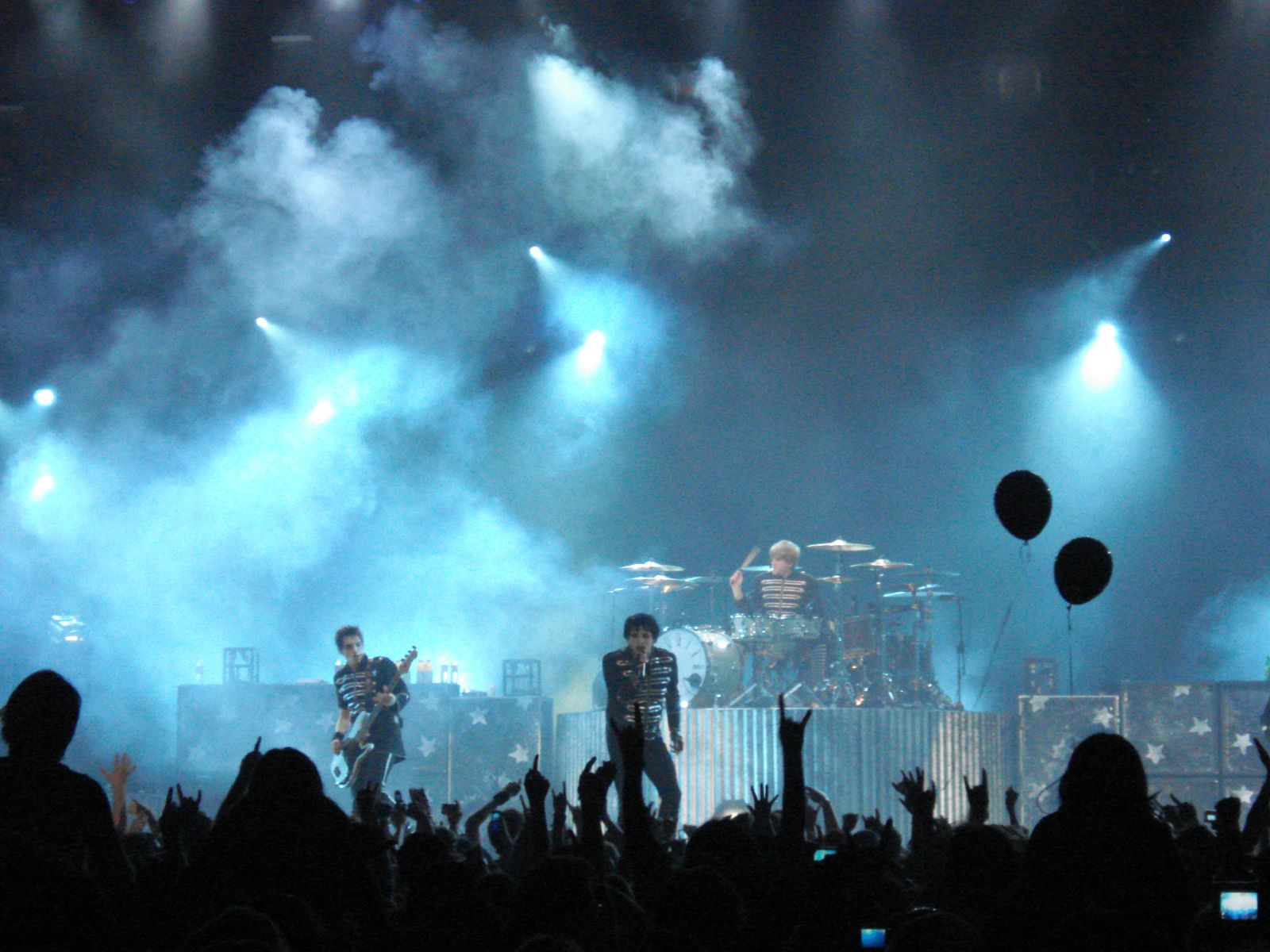
My Chemical Romance виступають в костюмах The Black Parade; зліва направо: Майкі Вей, Джерард Вей, Боб Браяр.

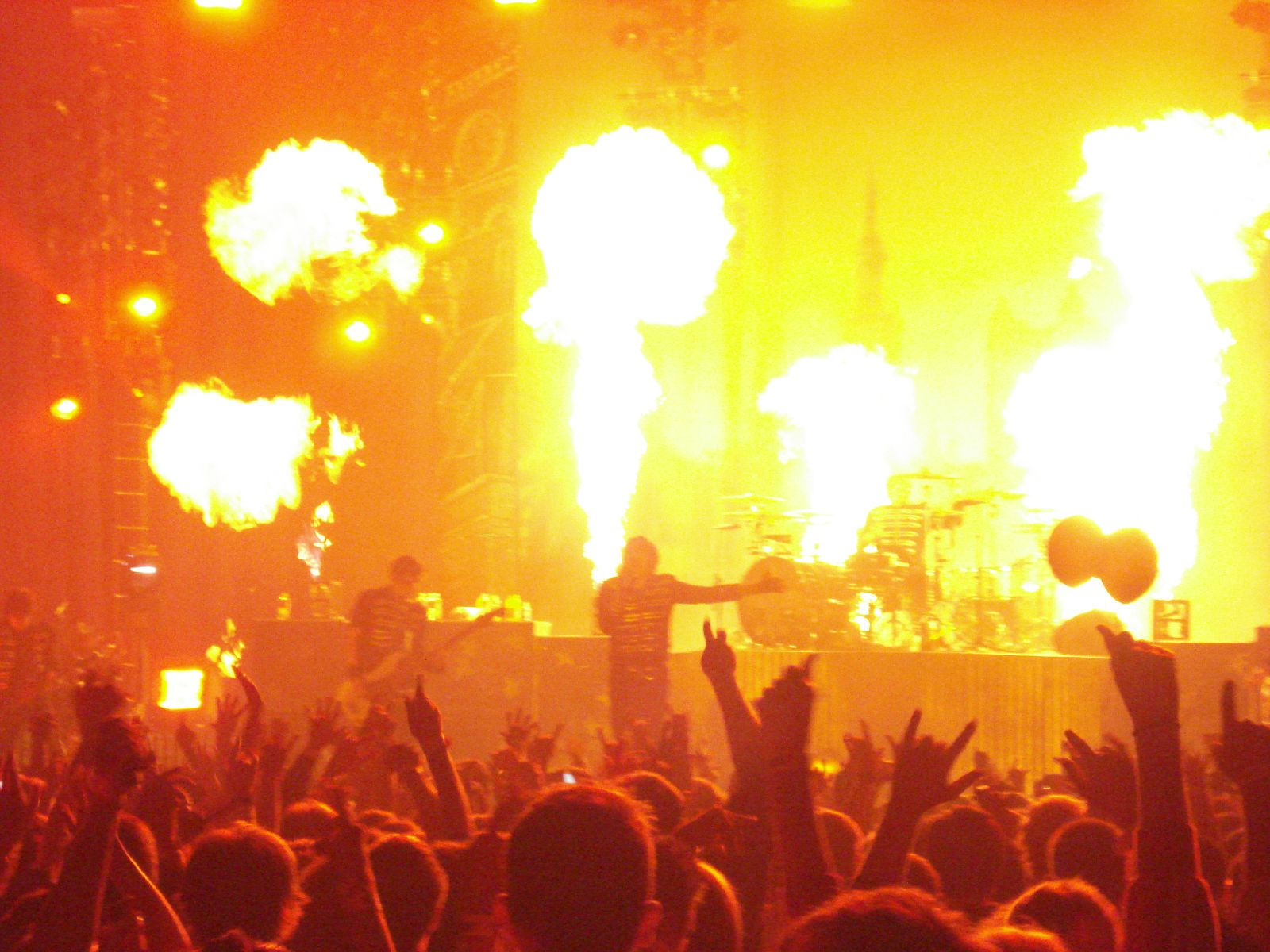
Під час The Black Parade World Tour на концертах використовувалася піротехніка, особливо під час виконання пісень Mama та Famous Last Words.

The Black Parade World Tour розпочався 22 лютого 2007 року. Гурт зіграв 133 концерти разом із Rise Against, Thursday та Muse. З того часу фронтмен Reggie and the Full Effect Джеймс Дьюїс грав для гурту на клавішних під час виступів. У квітні 2007 було оголошено, що Майкі Вей тимчасово залишить тур, аби провести час зі своєю новою дружиною Алісією Сіммонс-Вей. Метт Кортез, друг гурту, замінив Вея на деякий час. Під час третьої частини туру, коли My Chem грали на розігріві для Muse, члени гурту і їхньої команди, а також команди Muse, страждали через харчові отруєння, тому їм довелося скасувати 6 концертів. Пізніше гурт грав на Projekt Revolution у 2007 разом із Placebo, Mindless Self Indulgence, Soasin, Taking Back Sunday та HIM.
MCR отримали різні схвалення щодо The Black Parade. Журнал Kerrang! визнав його четвертим найкращим альбомом 2006 року. У списку 50 кращих альбомів 2006 року від журналу Rolling Stone The Black Parade посів 20-те місце. На NME Awards 2007 гурт визнали Найкращим міжнародним гуртом, і Джерард Вей отримав нагороду Героя року. Також My Chemical Romance були номіновані на звання Найкращого альтернативного гурту на American Music Awards 2007.
На офіційному сайті гурту було оголошено, що вони вирушають у фінальний тур по США перед тим, як взяти перерву. Водночас вони оголосили реліз DVD/CD The Black Parade Is Dead!, в який входили два концерти з жовтня 2007: останній концерт Black Parade в Мехіко та мале шоу в Maxwell's, Нью-Джерсі. Реліз диску мав статися 24 червня в США та 30 червня у Великій Британії, та його відклали на 1 липня, оскільки виникли технічні проблеми з концертом в Мехіко. У лютому 2009 відбувся реліз мініальбому під назвою The Black Parade: The B-Sides.

### Danger Days: The True Lives of the Fabulous Killjoys(2009—2011)

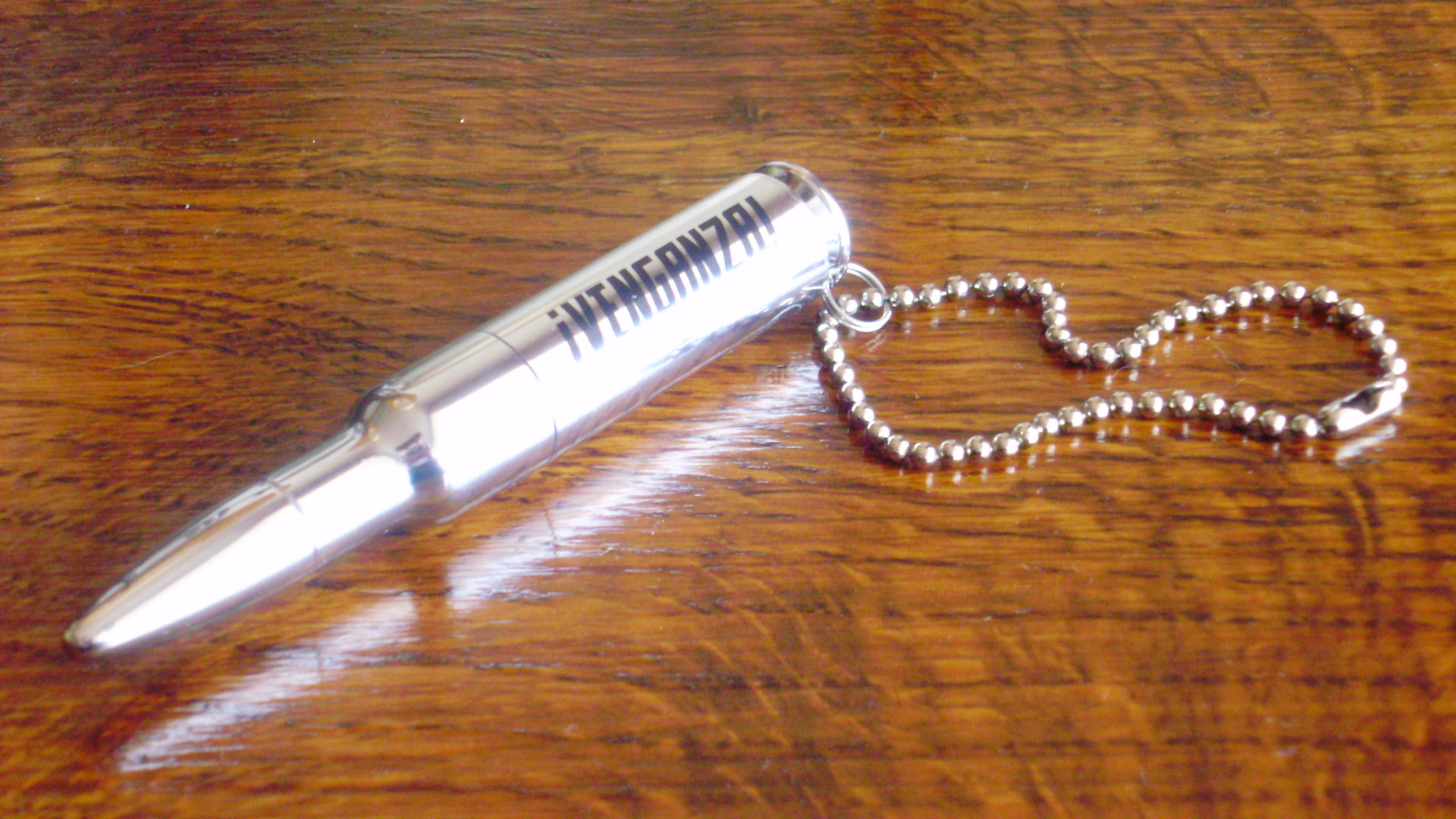
Флешка ¡Venganza!.

У лютому 2009 року MCR випустили новий сингл — «Desolation Row» (кавер на пісню Боба Ділана, який був використаний як саундтрек до фільму Watchmen, адаптації однойменного коміксу. Пізніше гурт оголосив, що 29 квітня 2009 відбудеться реліз «дев'яти раніше не бачених лайв-відео», які були зняті на тому ж концерті в Мехіко у жовтні 2007, під назвою ¡Venganza!. Реліз являв собою USB-флеш-накопичувач у формі кулі та містив у собі також ексклюзивні фотографії з концерту.
27 травня 2009 вебдизайнер гурту, Джефф Уотсон, на сайті оголосив, що MCR записуватимуть свій четвертий студійний альбом. Робота в студії тривала протягом кількох наступних тижнів разом із продюсером Бренданом О'Браєном, який працював із AC/DC, Mastodon, Pearl Jam.
В інтерв'ю для NME Джерард Вей сказав, що наступний альбом гурту буде рок-альбомом: «Думаю, [альбом] безсумнівно буде звичайним і простим. Мені здається, гурт сумує за своїми рок-часами.» В іншому інтерв'ю для Idiomag Вей повідомив, що наступний реліз буде не таким театральним і «більше не ховатиметься за заслоною фікції або костюмів та гриму.» Розмовляючи з PopEater, Вей також ствердив, що наступний альбом буде «повен ненависті». Він також сказав, що «протягом останніх років ми чули себе наживо і себе на студійних записах, та нам більш подобається перше. Альбом має в собі більше відчуття гаражного року та більше енергії. Нарешті я б хотів відобразити саме це, тому ось що в нас на меті.»
31 липня та 1 серпня 2009 року My Chem зіграли два «таємних» концерти в The Roxy Theater у Лос-Анджелесі. Ці шоу були першими для гурту з того часу, як вони грали на Madison Square Garden у травні 2008. Тоді ж вперше були зіграні кілька пісень з майбутнього альбому, одна з яких називалася «Death Before Disco», з приводу якої Вей був особливо схвильований. Пісня потрапила в альбом, однак під новою назвою — «Party Poison». Пізніше в інтерв'ю для Rolling Stone Вей пояснив, що «це докорінно інше звучання гурту — це ніби пісня-анти-вечірка під яку все одно можна тусуватися. Не можу дочекатися моменту, коли всі почують її. Лірично вона повертає деякі з тих чудових тем першого альбому.»
У листопаді 2009 року в інтерв'ю для журналу Rock Sound Джерард Вей сказав, що четвертий альбом буде їхньою визначною роботою. «Наш друг, що послухав альбом нещодавно, сказав, що уся наша попередня робота тепер йому не цікава, що ми зробили її неважливою. Я сприйняв це як комплімент, адже кожен твій наступний твір має затьмарювати останній, і я думаю, що саме це станеться, коли ми нарешті випустимо цей альбом.»
3 березня 2010 гітарист Френк Аїро оголосив на офіційному сайті, що барабанщик Боб Браяр покинув гурт: «Чотири тижні тому шляхи My Chemical Romance та Боба Браяра розійшлися. Це рішення було болючим для усіх нас, і його було нелегко прийняти. Ми бажаємо йому всього найкращого в його майбутніх прагненнях і очікуємо такого ж і від вас». Вони не повідомили, чому саме Браяр полишив гурт. Через його певні коментарі у соцмережах та інші не завжди підтверджені випадки фанати схильні вважати, що однією з причин став його не надто приємний характер[джерело?].
В інтерв'ю для MTV від березня 2010 Вей пояснив: «Назви поки що немає… Та мені це подобається. Це ніби „будь що буде“, та я дуже задоволений піснями.» Хоча на той час гурт вже визначився із назвою, її все ж таки ще не оголошували, та це породжувало плітки, тому їм довелося повідомити на сайті, що все буде оголошено «у свій час», і Вей сказав, що це відбудеться «по-особливому цього разу. Можливо, буде організована подія, щось цікаве, незабаром.»
Під час San Diego Comic-Con 2010 Вей оголосив, що гурт завершив запис четвертого альбому. Пізніше Аїро підтвердив це на сайті гурту, кажучи, що альбом був «готовий, завершений, закінчений і програється дуже голосно, поки ми швидко їдемо на наших тачках.»
У вересні на канал гурту на YouTube був завантажений трейлер Art Is The Weapon, в якому оголошувалася назва альбому — Danger Days: The True Lives of the Fabulous Killjoys. У відео члени гурту були одягнені в дуже яскраві костюми та билися із незвичними персонажами серед пустелі і також грав фрагмент пісні «Na Na Na (Na Na Na Na Na Na Na Na Na)». Видатний автор коміксів і друг гурту Грант Моррісон також з'являється у відео в ролі ворога та лідера гурту персонажів у масках. 22 вересня 2010 відбувалася прем'єра пісні «Na Na Na (Na Na Na Na Na Na Na Na Na)» на BBC Radio 1 і радіостанції KROQ-FM в Лос-Анджелесі. Реліз альбому відбувся 22 листопада 2010 року.

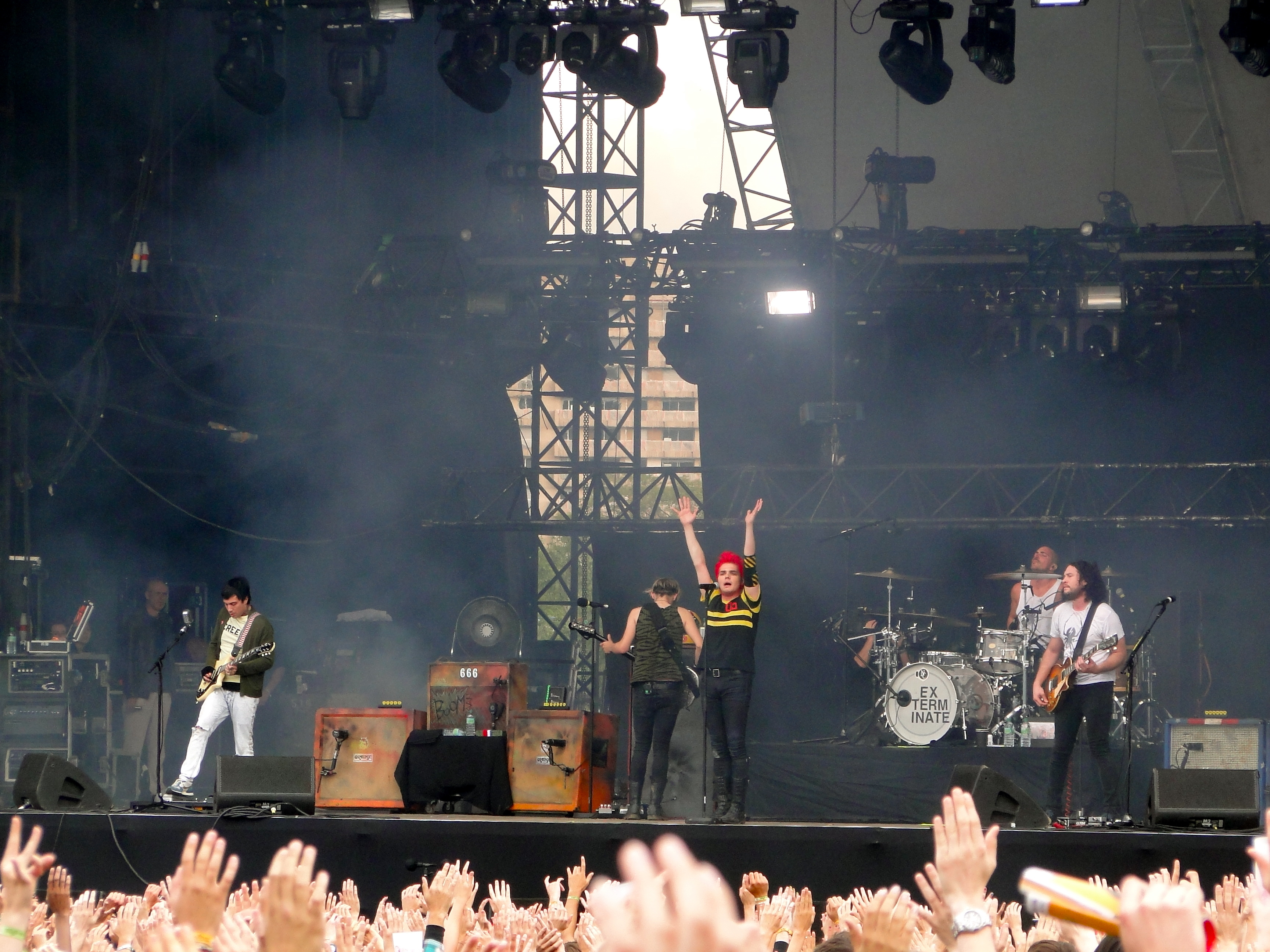
My Chem грають у Парижі на Rock en Seine Festival, 2011; зліва направо: Френк Аїро, Майкі Вей, Джерард Вей, Майкл Педікон, Рей Торо.

Огляд журналу Rock Sound на альбом був позитивним: «Те, як вони використали усе, чому навчилися під час запису The Black Parade, відчувається природно та певно», — і що він зображує «креативність гурту в її музичному, графічному і буквальному польоті.»
Майкл Педікон грав для гурту на барабанах під час туру.
Під час концерту в Wembley Arena 12 лютого 2011, Вей повідомив, що гурт гратиме на фестивалі у Великій Британії, і пізніше підтвердили, що MCR будуть хедлайнерами Reading and Leeds Festivals, на якому грали разом із Браяном Меєм з Queen. Вони також грали на BBC Radio 1's Big Weekend 15 травня 2011.
2 вересня 2011 Френк Аїро опублікував пост на сайті гурту, в якому говорилося, що «стосунки між My Chemical Romance та Майклом Педіконом закінчено.» Він пояснив, що Педікон «був вловлений на гарячому, коли крав гроші в гурту, і зізнався поліції після концерту в Оберні, штат Вашингтон». Він також сказав, що вони сподіваються знайти нового барабанщика до наступного концерту, аби не скасовувати виступи. 4 вересня 2011 оголосили, що під час наступних концертів The Honda Civic Tour грати на барабанах для гурту буде Джаррод Александер. Також він грав з ними у жовтні на Voodoo Experience та на фестивалі Big Day Out в Австралії та Новій Зеландії на початку 2012.

### Conventional Weaponsі розпад гурту (2011—2013)
В інтерв'ю для Rolling Stone від жовтня 2011 гітарист Френк Аїро поділився, що всі почують нову музику «до початку літа».
18 грудня 2011 гурт з'явився на телешоу Yo Gabba Gabba! каналу Nick Jr. і зіграв пісню «Every Snowflake Is Different (Just Like You)» — це була частина різдвяної програми телешоу.

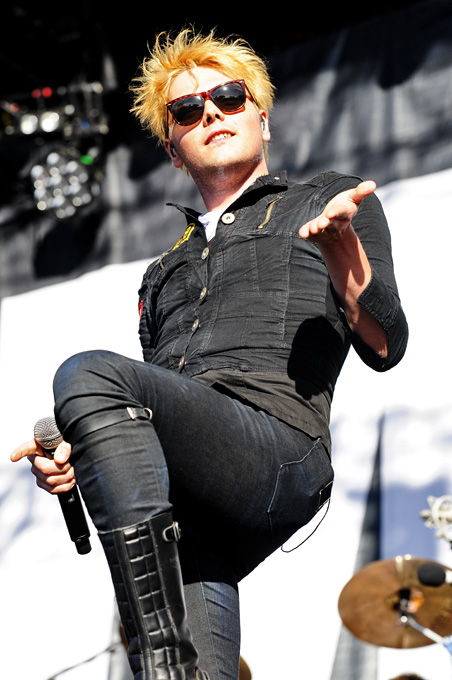
Джерард Вей на фестивалі Big Day Out в лютому 2012 в Австралії.

У лютому 2012 MCR повідомили, що вони будують студію в Лос-Анджелесі для запису п'ятого альбому, який вони на той час називали MCR5. Вже тоді їхній клавішник Джеймс Дьюїс став офіційним членом гурту. Вони працювали разом з інженером Догом МакКіном, який раніше брав участь у записі The Black Parade і Danger Days: The True Lives of the Fabulous Killjoys. 14 вересня 2012 на офіційному сайті гурту Френк Аїро оголосив новий проект під назвою Conventional Weapons. Це збірка з 10 пісень, що були записані у 2009 році, ще перед записом Danger Days. Гурт випускав дві пісні кожного місяця на вінілових платівках протягом п'яти місяців, починаючи з жовтня 2012 і закінчуючи в лютому 2013. Відповідно до жовтневого випуску журналу Q, Френк Аїро повідомив, що початкові сесії запису наступного альбому з новим барабанщиком Джарродом Александером проходили добре: «Джаррод — файний хлопець і фантастичний музикант. Було дуже цікаво грати разом із ним останні кілька місяців.»
22 березня 2013 гурт оголосив про свій розпад у пості на їхньому сайті:
|  | Грати в цьому гурті останні 12 років було благословінням. Ми побували в таких місцях, про які й не мріяли. Ми бачили такі речі, які не уявляли можливими, і отримали неоціненний досвід. Ми виступали на сцені разом із людьми, якими захоплюємося, які є для нас прикладом і, більше за все, які є нашими друзями. І тепер, як і усім чудовим речам, цьому настав час закінчитися. Дякуємо за вашу підтримку і за те, що були частиною цієї пригоди. |

Минуло два дні, та Джерард Вей опублікував розширений пост у своєму Твіттері, де підтвердив розпад гурту, але зауважив, що ніякі сварки між членами гурту не стали причиною цього.

### May Death Never Stop Youта події після розпаду (2014—2019)
25 березня 2014 відбувся реліз збірки найкращих пісень May Death Never Stop You, що включав у себе матеріал з усієї їхньої кар'єри та раніше нечутий трек «Fake Your Death», що вийшов як сингл ще 17 лютого.
Після розпаду члени гурту все одно продовжили займатися музикою. Вокаліст Джерард Вей оголосив реліз свого дебютного соло-альбому Hesitant Alien і випустив сингл «Action Cat». Реліз альбому відбувся 29 вересня 2014 у Великій Британії та 30 вересня в США. Він був комерційно успішним та посів 16 місце у Billboard 200. Alternative Press також включили HA у список «Десяти визначних альбомів 2014 року».
Гітарист Френк Аїро разом із клавішником Джеймсом Дьюїсом сформував Death Spells (реліз Nothing Above, Nothing Below відбувся 29 липня 2016), а також грав у Reggie and the Full Effect (і Рей Торо також), і реліз альбому No Country for Old Musicians відбувся 19 листопада 2013. Після цього він оголосив, що підписав контракт зі Staple Records і буде випускати соло-альбом Stomachaches під псевдонімом frnkiero andthe cellabration. Барабани на записах альбому грав барабанщик My Chem Джаррод Александер. Stomachaches вийшов 25 серпня 2014. Другий сольний альбом Аїро з новою назвою гурту The Patience вийшов 29 жовтня 2016.
Бас-гітарист Майкі Вей із вокалістом гурту Sleep Station Девідом Дебіаком сформували Electric Century і випустили сингл I Lied у лютому 2014. 18 квітня 2015 на Record Store Day відбувся реліз мініальбому Electric Century, а повний альбом For The Night To Control вийшов 14 липня 2017.
Гітарист Рей Торо опублікував пісню «Isn't That Something» на SoundCloud 24 травня 2013. 1 січня 2015 він опублікував на своєму сайті нову пісню під назвою «For the Lost and Brave», присвячену Лілі Алкорн — трансгендерній дівчині, яка зчинила самогубство. Реліз дебютного соло-альбому Торо Remember The Laughter відбувся 18 листопада 2016.
20 липня 2016 на сторінках My Chem у Твіттері та на Фейсбуці було опубліковано відео з прапором, що колихався від вітру, та з фортепіанним інтро Welcome to the Black Parade, у кінці якого з'явилася таємнича дата «9/23/16». Відео також було опубліковано на YouTube під назвою MCRX. Це призвело до поширення пліток про можливе повернення гурту, та ця думка була спростована, коли оголосили, що це буде ре-реліз The Black Parade під назвою The Black Parade/Living With Ghosts, що включатиме в себе демо-версії пісень з альбому і також раніше нечутих треків. За два місяці до релізу демо-версія Welcome to he Black Parade, що називається The Five of Us Are Dying, була доступна для прослуховування онлайн.
Джерард Вей, під час обговорення його роботи над коміксом Фатальний патруль, розповів Billboard: «Я б не вважав возз'єднання гурту неможливим, але в той же час ми всі займаємося чимось іншим, що нам дійсно подобається.»

### Return(Повернення) (2019)
31 жовтня 2019 року гурт оголосив про возз'єднання та анонсував концерт в Лос-Анджелесі під назвою «Return» 20 грудня 2019 року. Трохи пізніше стало відомо і про інші майбутні виступи, що мали відбутися у 2020 році, але через пандемію двічі переносились і тепер заплановані на 2022 рік (та 2023 для Австралії і Нової Зеландії).
12 травня 2022 року гурт випустив пісню «The Foundations of Decay», яка стала першим релізом гурту з 2014 року.

## Музичний стиль та впливи

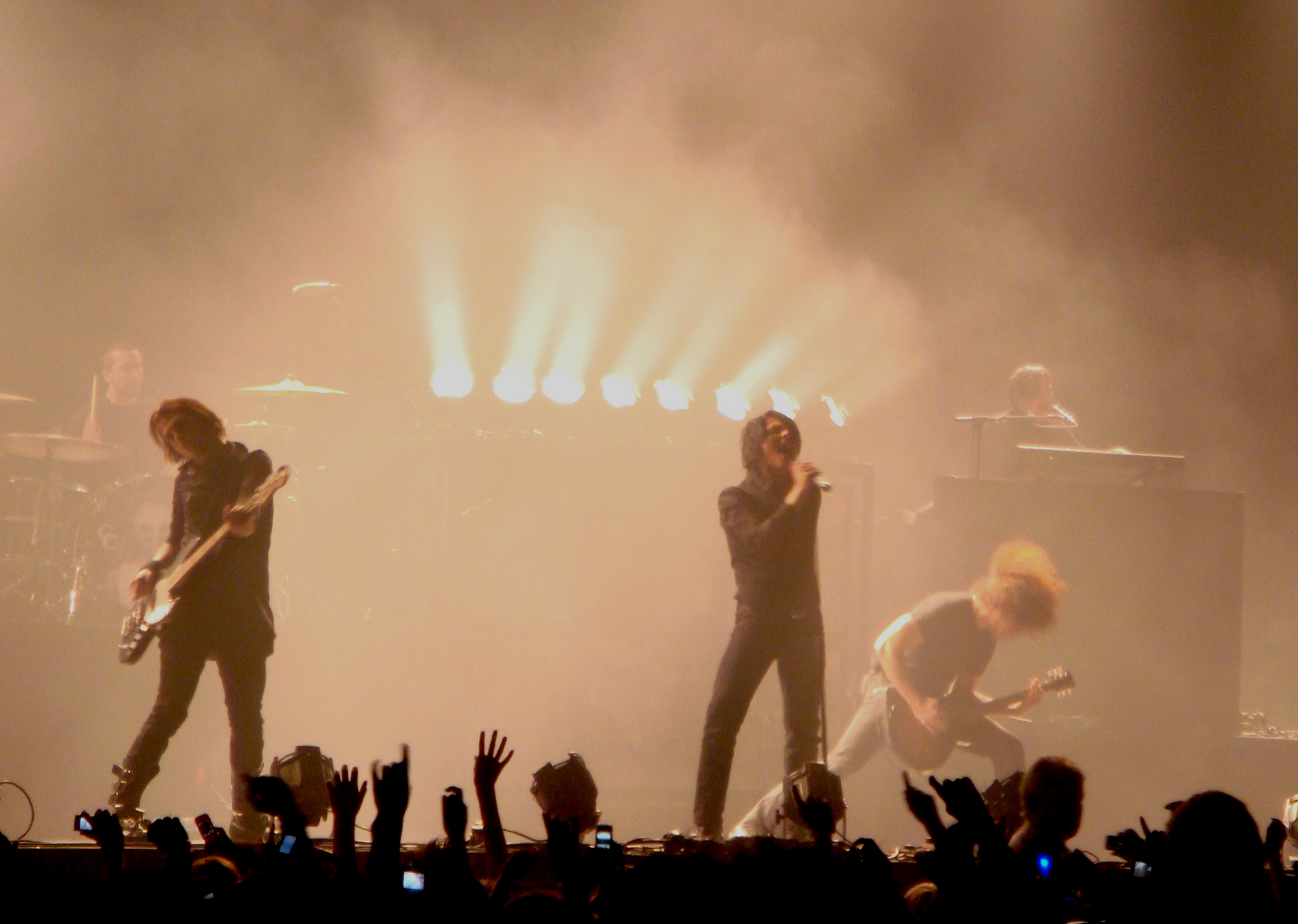
MCR виступають 11 листопада 2007.

Загальний стиль музики My Chemical Romance характеризували як альтернативний рок, панк-рок, пост-хардкор, поп-панк, і, найбільш суперечливо, емо. На офіційному вебсайті гурту їхня музика описана як просто «рок» або «жорстокий, небезпечний поп». Джерард Вей публічно відмовився від терміну «емо», описуючи цей жанр як «кляте лайно». Однак також Вей описував стиль гурту як «What-else-ya-got-emo» та «емо» на кількох виступах, хоча жодне з тверджень не було сказане всерйоз.
Проблематика погано ознайомлених людей, в більшості молодших підлітків, з жанром емо чудово відображається на загальносприйнятті гурту сторонніми. Стиль емо не має допіру чіткого визначення, але навіть за найбільш узагальненими ознаками жанру MCR, як гурт, туди не вписується.
Звучання гурту дійсно має в собі елементи панк-року, попу та альтернативного року. В I Brought You My Bullets, You Brought Me Your Love, дебютному альбомі гурту, відчутний грубий звук з гітарними рифами, дуже енергійним вокалом та іноді криками. Альбом зазвичай вважається емо-альбомом з великими впливами панк-року, хардкор-панку та хеві-металу. Другий альбом Three Cheers for Sweet Revenge був одним з альбомів того часу, який зробив жанр емо мейнстримом, при цьому будучи пост-хардкором, в крайньому випадку поп-панком. У The Black Parade вже немає настільки вираженого пост-хардкору, йому притаманні елементи поп-панку, та панк-року. У четвертому альбомі Danger Days: The True Lives of the Fabulous Killjoys спостерігається звучання альтернативного року та поп-панку з деякими елементами павер-попу, поп-року та електро-року.
Джерард Вей сказав журналу Rolling Stone: «Ми любимо такі гурти, як Queen, які звучать масштабно та велично, та в той же час Black Flag і Misfits, які можуть просто втратити глузд.» Вей повідомив, що на гурт дуже вплинули Queen, Misfits, Black Flag, Iron Maiden, The Cure, Joy Division, Bauhaus, Siouxsie and the Banshees, The Smiths/Морріссі та The Smashing Pumpkins.

## Проблематика

### Інцидент із британською пресою
8 травня 2008 року британський таблоїд The Sun опублікував статтю під назвою «Самогубство Ханни, Таємної Емо», в якій повідомлялося про смерть 13-літньої британки Ханни Бонд, яка повісилася припустимо через її належність до «емо-секти», що газета асоціювала з My Chemical Romance та їхнім тогочасним альбомом The Black Parade, який, як було сказано, був причетний до її самогубства. У статті коронер Роджер Сайкс висловив своє занепокоєння у тому, що спосіб життя, який вела Бонд, романтизував суїцид, та запропонував, що саме її одержимість My Chemical Romance стала причиною її смерті. Стаття The Sun і стаття NME про статтю The Sun звинувачували My Chem у цьому. Фани емо-музики зв'язалися із NME, аби захистити жанр від звинувачень у популяризації самогубства.
Зрештою група британських фанів запланувала марш по Лондону у знак протесту, оскільки їм не подобалося, як гурт змальовують у ЗМІ. Марш мав відбутися 31 травня, починатися з Хайд парку та закінчуватися біля офісу газети Daily Mail, яка широко критикувала My Chem та публікувала кілька статей про небезпеку «суїцидальних сект». Організатори маршу планували зібрати від 500 до 1000 протестувальників. Проте поліція запобігла його реалізації, і замість цього близько 100 фанів зібралися біля Мармурової Арки. Члени гурту завжди переймалися проблемами ментального здоров'я та ніколи не підтримували самогубство. З приводу інциденту вони повторювали «До біса Daily Mail» на концертах у Великій Британії.
Daily Mail захищалися, стверджуючи, що їхній репортаж був «збалансований та стриманий» і «в інтересах суспільства», що вони повідомляли про справжні занепокоєння коронера та що їхню статтю неправильно зрозуміли та сплутали з плітками. Вони заявили, що те, як вони передали слова коронера та коментарі батьків, звучало так само, як і в інших газетах, а також наголосили, що публікували листи читачів, що захищали гурт, і позитивні рев'ю на альбоми та тури гурту.

### Звинувачення у пропаганді
28 квітня 2011 американський телеведучий Гленн Бек назвав пісню MCR «Sing» «пропагандою» після того, як кавер на неї заспівали у мюзиклі Glee у лютому 2011. Бек сказав, що це «гімн, що закликає всіх приєднатися до них». Він виділив ці рядки: «Cleaned up corporation progress, dying in the process / Children that can talk about it living on the railways / People moving sideways / Sell it till your last days / Buy yourself the motivation / Generation nothing / Nothing but a dead scene / Product of a white dream», — плутаючи «webways», як і є в оригінальному тексті, із «railways». Джерард Вей відповів на звинувачення, опублікувавши пост на офіційному сайті гурту: «Думаю, слово, яке Гленн Бек шукав, було „диверсія“, а не „пропаганда“, бо я не розумію, за що це можна вважати пропагандою — за правду? Почуття?» Він також сказав, що був «шокований тим, що ніхто навіть не перевірив текст.»

## Тури та концерти

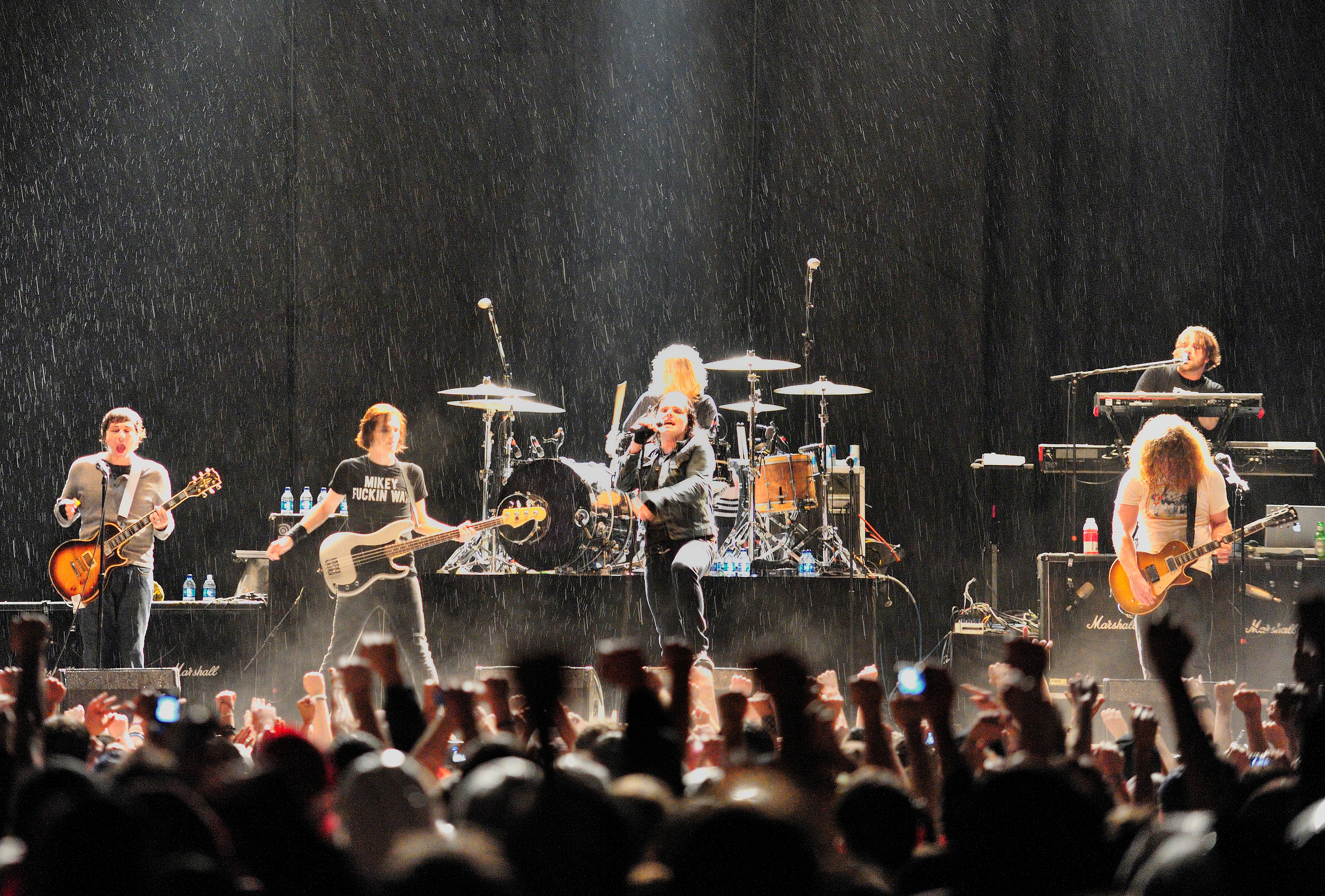
Гурт грає концерт під час дощу, Beale Street Festival, Мемфіс, штат Теннессі, США, 2/5/2008.

У 2005 My Chemical Romance брали участь в багатьох масштабних турах. Гурт був у турі разом з Green Day — Green Day Presents American Idiot Tour. Того ж року вони грали на Warped Tour. «Для багатьох дітей це та сама подія, на яку вони чекають цілий рік, — сказав Джерард Вей під час туру. — Вони збирають гроші заздалегідь. І їм випадає шанс побачити всі гурти, які їм подобаються, за один раз.» Сет-ліст гурту в більшості складався з пісень із Three Cheers For Sweet Revenge.

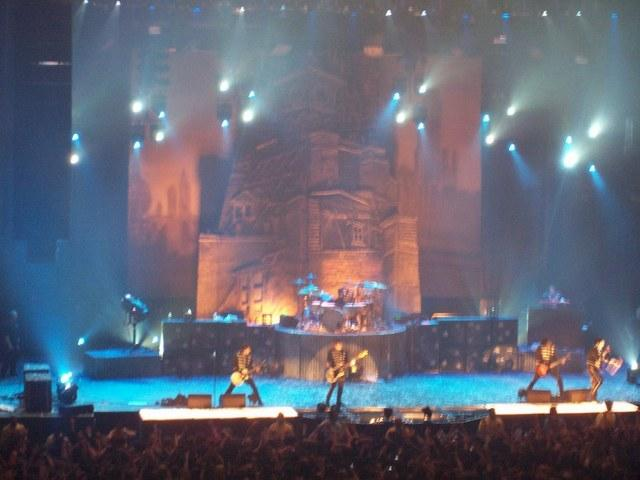
MCR виступають в уніформі The Black Parade на сцені з декораціями.

MCR були хедлайнерами головної сцени туру Taste of Chaos разом із The Used перед тим, як вирушили у свій власний хедлайн-тур у підтримку другого альбому Three Cheers, названий просто My Chemical Romance Tour. Він розпочався 15 вересня в Огайо і охоплював 30 міст США. На розігріві у гурту були Alkaline Trio та Reggie and the Full Effect. Цей тур визначив справжню театральність My Chem, яка пізніше проявлялася у багатьох концертах гурту. Вей висловив свої плани щодо туру в інтерв'ю для MTV, кажучи: «Ми обговорювали ідею взяти із собою танцювальників для хедлайн-туру восени, але це дуже серйозне рішення, адже тоді має бути окремий автобус для них. Нам завжди хотілося зробити великий театральний тур. Та це треба робити поступово». Театральність гурту була дуже помітною під час The Black Parade World Tour, коли гурт, The Black Parade, виступав у костюмах і гримі.
Гурт приєднався до хедлайнерів Linkin Park у Projekt Revolution 2007, що починався 25 липня та закінчувався 3 вересня 2007. Гурт зіграв сет на центральній сцені, що тривав одну годину. Вони почали із This Is How I Disappear, коли вогні палали поза ними, а закінчили піснею Cancer, коли вибухали салюти та падали конфеті. Після цього туру вони грали на розігріві у Bon Jovi у жовтні, а потім вирушили у європейський тур із Mindless Self Indulgence.
19 вересня 2010 гурт оголосив The World Contamination Tour, що пройшов у Великій Британії, Франції, Амстердамі та Німеччині.

## Склад гурту
Кінцевий склад
- Джерард Вей — вокал (2001—2013, 2019-дотепер)
- Рей Торо — гітара, бек-вокал (2001—2013, 2019-дотепер)
- Майкі Вей — бас-гітара (2001—2013, 2019-дотепер)
- Френк Аїро — гітара, бек-вокал (2002—2013, 2019-дотепер)

 Колишні учасники 
- Метт Пелісьєр — барабани, перкусія (2001—2004)
- Боб Браяр — барабани, перкусія (2004—2010)
- Джеймс Дьюїс — клавішні, бек-вокал, перкусія (2012—2013)

 Сесійні та тур-музиканти
- Джеймс Дьюїс — клавішні, бек-вокал, перкусія (2007—2012)
- Піт Параду — барабани (2007)
- Метт Кортез — бас, гітара (2007—2008)
- Такер Рул — барабани (2007—2008)
- Тодд Прайс — гітара (2008)
- Майкл Педікон — барабани, перкусія (2010—2011)
- Джаррод Александер — барабани, перкусія (2011—2013)

## Дискографія

### Студійні альбоми
- I Brought You My Bullets, You Brought Me Your Love (2002)
- Three Cheers for Sweet Revenge (2004)
- The Black Parade (2006)
- Danger Days: The True Lives of the Fabulous Killjoys (2010)

### Мініальбоми
- Warped Tour Bootleg Series (2005)
- Live and Rare (2007)
- The Black Parade: The B-Sides (2009)
- The Mad Gear and Missile Kid (2010)
- ITunes Festival: London 2011 (2011)

### Концертні альбоми
- Life on the Murder Scene (2006)
- The Black Parade Is Dead! (2008)

### Збірки
- Conventional Weapons (2013)
- May Death Never Stop You (2014)